# Erich Hancke
Erich Hancke (* 10. März 1871 in Breslau; † 3. Mai 1954 in Berlin) war ein deutscher Kunstschriftsteller und Maler.

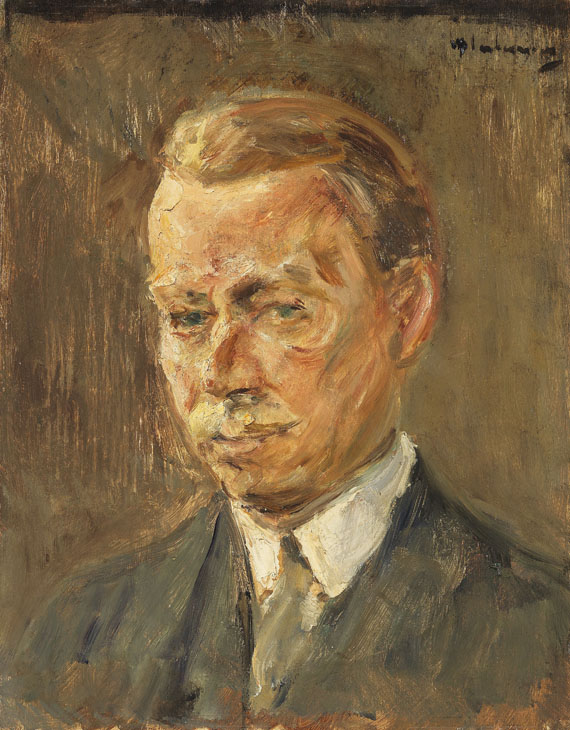
Porträt von Max Liebermann 1929

## Leben
Erich Hancke besuchte die Kunstakademie in Breslau und ging dann zum weiteren Studium an der Académie Julian nach Paris. Anschließend lebte er in München. Hier lernte er 1892 den Verleger Bruno Cassirer kennen, mit dem er seit dieser Zeit befreundet war und in dessen Verlag einige seiner Schriften veröffentlicht wurden. Auf Cassirers Anraten hin zog er nach Berlin um und lernte dort 1893 durch diesen Max Liebermann kennen, mit dem ihn eine lebenslange Freundschaft verband. Seit 1902 lebte er in Charlottenburg. Er stellte bis 1908 Porträtgemälde in der Berliner Secession aus. Vorwiegend war er jedoch als Kunstschriftsteller tätig, so für die Zeitschrift Kunst und Künstler. 1914 publizierte er die erste Biographie und Werkverzeichnis von Max Liebermann. Nach dessen Tod sortierte er mit dessen Witwe den Nachlass.

## Veröffentlichungen (Auswahl)
- Die Faustlithographien von Eugène Delacroix. In: Kunst und Künstler. 8. Jahrgang, Heft 3, 1910, S. 135–142 (Digitalisat).
- Manet als Porträtmaler. In: Kunst und Künstler. 8. Jahrgang, Heft 5, 1910, S. 239–249 (Digitalisat).
- Max Liebermann. Sein Leben und seine Werke. Bruno Cassirer, Berlin 1914; 2. Auflage 1923.

Als Herausgeber:
- Eugène Delacroix: Mein Tagebuch (= Bibliothek ausgewählter Kunstschriftsteller. Band 2). Bruno Cassirer, Berlin 1903 (archive.org).
- Philipp Otto Runge: Briefe. Ausgewählt von Erich Hancke. Bruno Cassirer, Berlin 1913.